# Laura Rodríguez
Laura Rodríguez Cordero (* 31. Juli 1999 in Badalona) ist eine spanische Radsportlerin, die auf Bahn und Straße Rennen fährt.

## Sportlicher Werdegang
2017 wurde Laura Rodríguez Cordero spanische Junioren-Meisterin im Zweier-Mannschaftsfahren und in der Mannschaftsverfolgung. 2021 errang sie den ersten Titel in der Elite, als sie spanische Meisterin im Punktefahren wurde. Weitere Titel gewann sie 2022 (mit Maria Banlles und Helena Casas) im Teamsprint sowie 2023 im Scratch und im Omnium. 
Ab 2022 startete Rodríguez Cordero auch international für Spanien, bei Weltcuprennen und bei Bahnradsport-Europameisterschaften. Nach den drei Läufen des Nations’ Cup im Jahre 2024 rangierte sie in der abschließenden Gesamtwertung des Ausscheidungsfahrens auf Platz drei.

## Erfolge
2017
- Spanische Junioren-Meisterin – Zweier-Mannschaftsfahren (mit Alexandra Moreno), Mannschaftsverfolgung (mit Maria Banlles, Ariana Gilabert und Alexandra Moreno)

2021
- Spanische Meisterin – Punktefahren

2022
- Spanische Meisterin – Teamsprint (mit Maria Banlles und Helena Casas)

2023
- Spanische Meisterin – Scratch, Omnium